# メル・フィッシャー海洋博物館
メル・フィッシャー海洋博物館（Mel Fisher Maritime Heritage Museum）は、アメリカ合衆国フロリダ州キーウェスト200 Greene Streetにある博物館。17世紀の難破船ヘンリエッタ・マリー、ヌエストラ・セニョーラ・デ・アトーチャ、サンタ・マルガリータなどから引き揚げられた財宝が展示されている。館名は創設者であり、財宝の発見者 メル・フィッシャーにちなんで命名された。

## 盗難事件
観光客に最も人気の展示品は純金の延べ棒で、プレキシガラスのケースに入っており、来場者は中でそれを持ち上げることができた。しかし、2010年8月2人組の泥棒によって盗まれた。